# Threads
Threads – amerykański serwis społecznościowy udostępniający usługę mikroblogowania należący do Meta Platforms. Aplikacja występowała pod wewnętrznymi nazwami "Barcelona" oraz "Project 92" i docelowo miała się oficjalnie nazywać "Epigram" lub "Textagram".

## Funkcjonalność
Użytkownicy mają możliwość publikowania i udostępniania tekstu, obrazów i filmów, a także interakcji z postami innych użytkowników poprzez odpowiedzi, przekazywanie dalej i polubienia. Aplikacja mobilna jest dostępna na urządzenia z systemem Android i iOS.

### Interoperacyjność
Threads to pierwsza platforma należąca do Facebooka wspierająca protokół ActivityPub, dzięki czemu komunikacja z innymi serwerami wspierającymi niniejszy protokół jest możliwa. Nie była jednak ona dostępna w dniu premiery serwisu, lecz zmieniało się to na przestrzeni kolejnych miesięcy – początkowo jedynie konta niektórych pracowników się federowały, później rozszerzono to do użytkowników w Stanach Zjednoczonych, Kanadzie i Japonii, po czym zasięg niniejszej funkcji został rozszerzony do 100 państw.
Zapowiedź dołączenia się Threadsów do Fediwersum wywolała protest ze strony grupy administratorów o nazwie Fedipact, ze względu na obawy, że moderacja nie byłaby w stanie skutecznie przeciwdziałać zawartości homo- i transfobicznej.

### Ścisła integracja z Instagramem
Serwis jest ściśle zintegrowany z Instagramem na tyle, że wymagane jest posiadanie konta na tej drugiej platformie i korzystanie z tego samego pseudonimu. Usunięcie konta na Threadsach i pozostawienie konta tylko na Instagramie było niemożliwe do listopada 2023 roku, kiedy ta opcja została dodana.

## Historia

### Poprzednik
W październiku 2019 roku Threads uruchomiono jako aplikację na Androida i iOS, która funkcjami była zbliżona do Snapchata. Była zintegrowana z funkcją "Bliscy znajomi" na Instagramie, dzięki czemu użytkownicy mogli wysyłać do siebie wiadomości, obrazy i filmy w ramach bezpośrednich konwersacji, a edytor zdjęć był podobny do tego z Instagrama. Użytkownicy nieposiadający listy kont w ramach niniejszej funkcji mogli ją skomponować w aplikacji. 23 listopada 2021 ogłoszono zamknięcie aplikacji w przeciągu kolejnego miesiąca, zaś w grudniu 2021 roku porzucono Threads. Głównym powodem było niewystarczające zainteresowanie ze strony użytkowników.

### Obecnie
Serwis został udostępniony 5 lipca 2023 w 100 krajach (z wyjątkiem Unii Europejskiej) i w ciągu zaledwie pięciu dni od premiery posiadał 100 milionów użytkowników, przewyższając rekord ustanowiony wcześniej przez ChatGPT. W krajach Unii Europejskiej serwis uruchomiono 14 grudnia 2023 roku.
Krótko po premierze serwisu, zainteresowanie platformą znacznie spadło. W okresie od 7 lipca 2023 do 14 lipca 2023, liczba użytkowników na Androidzie spadła z 49 milionów do 23,6 milionów. Spędzany czas na Threadsach się skrócił najpierw z 20 do 10 minut dziennie, a 1 sierpnia użytkownicy spędzali średnio na platformie zaledwie 3 minuty dziennie.
29 kwietnia 2024 roku Threads został tymczasowo zamknięty w Turcji ze względu na lokalne prawa antymonopolowe.